# Семпронијано
Семпронијано (итал. Semproniano) је насеље у Италији у округу Гросето, региону Тоскана.
Према процени из 2011. у насељу је живело 487 становника. Насеље се налази на надморској висини од 586 м.

## Становништво
Према резултатима пописа становништва 2011. у општини је живело 1.144 становника.
| 1931. | 1936. | 1951. | 1961. | 1971. | 1981. | 1991. | 2001. | 2011. |
| ----- | ----- | ----- | ----- | ----- | ----- | ----- | ----- | ----- |
| 3.135 | 3.313 | 3.242 | 2.504 | 2.032 | 1.711 | 1.462 | 1.326 | 1.144 |